# Биоч
Биоч  је планина у оквиру Регионалног парка Пива у Црној Гори, а дјелимично и у оквиру Националног парка Сутјеска у Босни и Херцеговини. Највиши врх је Велики Витао (који се назива и Витлови) са надморском висином од 2.397 метара. Планина је омеђена ријекама Сутјеском у Босни и Врбницом и Пивом у Црној Гори.